# Deng Linlin

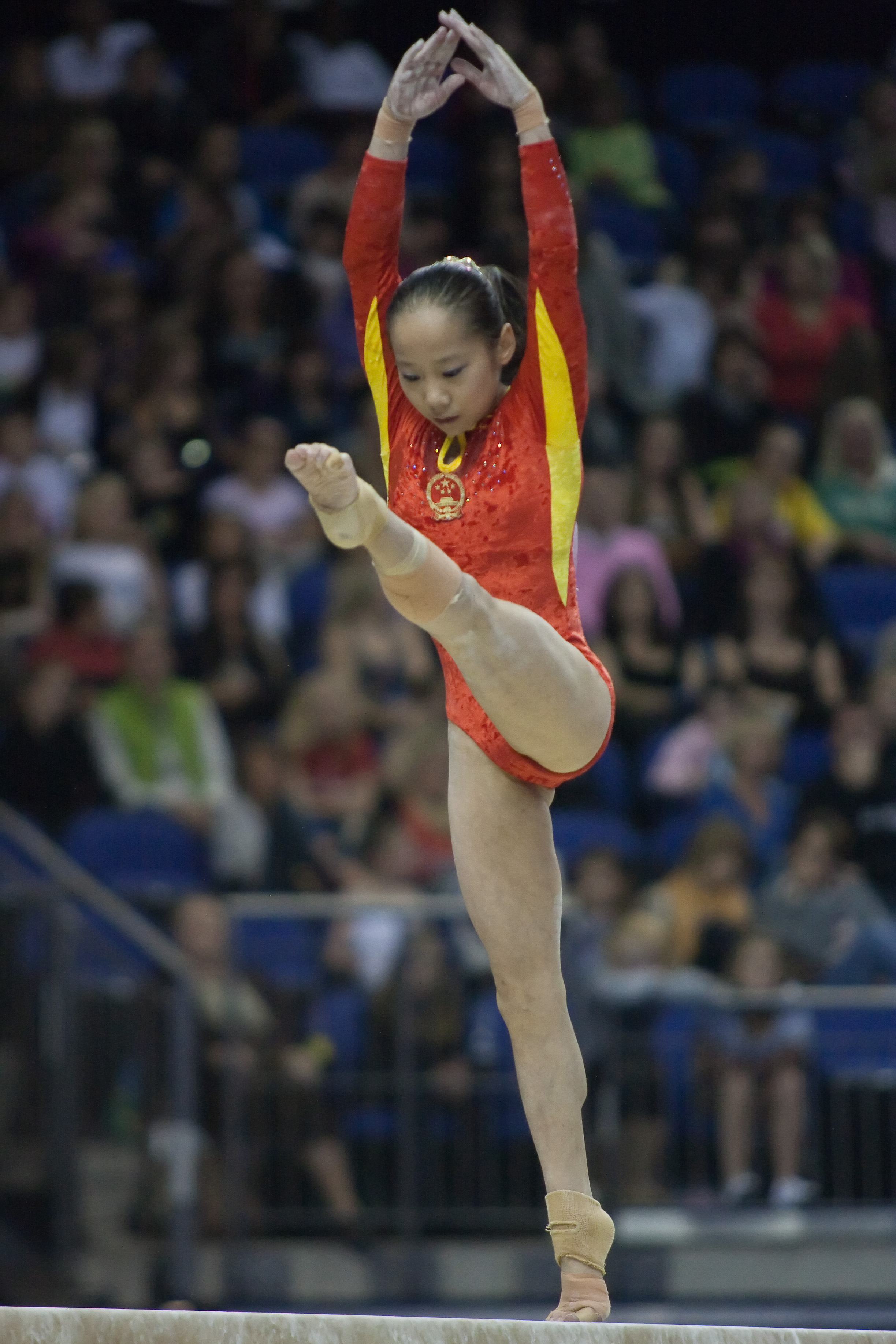
Deng Linlin 2009

Deng Linlin (* 21. April 1992 in Fuyang, Anhui) ist eine chinesische Turnerin. Ihr größter Erfolg ist der Gewinn der Goldmedaille am Schwebebalken bei den Olympischen Spielen 2012 in London. Zuvor hatte sie bereits bei den Olympischen Spielen 2008 in Peking mit der Mannschaft Gold gewonnen.
Deng Linlin nahm im Jahr 2008 erstmals an internationalen Turnwettkämpfen teil. Beim Weltcup in Doha konnte sie im Bodenturnen den ersten und auf dem Schwebebalken den zweiten Platz belegen. In Moskau konnte Deng an beiden Geräten den ersten Platz erreichen. Bei den nationalen Titelkämpfen der Volksrepublik China im Jahr 2008 erreichte Deng Linlin den dritten Platz im Mehrkampf hinter Jiang Yuyuan und Yang Yilin. Beim Sprung belegte sie Platz vier. Deng gehörte dem chinesischen Kader für die Olympischen Sommerspiele 2008 in Peking an. Im Mannschaftswettkampf, in dem sie am Schwebebalken antrat, konnte sie die Goldmedaille gewinnen. Im Vorfeld der Olympischen Spiele kam es zu Kontroversen um Deng Linlins Alter. Startberechtigt waren Turnerinnen mit dem Mindestalter von 16 Jahren, was für Deng mit dem Pass nachgewiesen wurde. Jedoch wurde die Richtigkeit der Dokumente angezweifelt und Hinweise für ein jüngeres Alter angeführt. Für den Verband, der die Startberechtigung erteilte, waren aber die offiziellen Dokumente ausschlaggebend.
Im Jahr 2009 wurde Deng Linlin in London Weltmeisterin am Schwebebalken. Drei Jahre später gewann sie an diesem Gerät auch die Goldmedaille bei den Olympischen Sommerspielen 2012.